# Virginia Williams
Virginia Williams (Memphis, 18 de marzo de 1978) es una actriz estadounidense de cine y televisión.

## Carrera
Williams debutó como actriz profesional en la serie diurna de la ABC One Life to Live como Lorna Van Skyver, un papel que interpretó de 1995 a 1996. También interpretó a Brandy Taylor en la telenovela diurna de la CBS As the World Turns de 2001 a 2002. Acto seguido interpretó el papel principal de Bianca en Monarch Cove, de Claudia en cinco episodios de la exitosa serie How I Met Your Mother y en dos temporadas en Strangers with Candy.
Williams ha interpretado papeles estelares y personajes recurrentes en más de dos docenas de programas, incluyendo The Mentalist, Rules of Engagement, Better Off Ted, Lie to Me, In Plain Sight, Two and a Half Men, My Wife and Kids, Jack & Bobby, As the World Turns, Veronica Mars y Drop Dead Diva.